# Kertsch
Kertsch (ukrainisch Керч; russisch Керчь; krimtatarisch Keriç) ist eine ukrainische Hafenstadt der gleichnamigen Halbinsel Kertsch mit 144.500 Einwohnern (2013).

## Geographie
Kertsch liegt auf der nach der Stadt benannten Halbinsel Kertsch, die ihrerseits das östliche Ende der Halbinsel Krim bildet.

## Verkehr
Von hier aus besteht eine ständige Fährverbindung über die Straße von Kertsch zu der – im Osten – gegenüberliegenden Halbinsel Taman zum Hafen von Kawkas (Russland), von dem aus eine Busverbindung zum etwa 150 km südlicher gelegenen Noworossijsk besteht. Die Krim-Brücke über die Straße von Kertsch wurde 2018 eröffnet.

## Geschichte

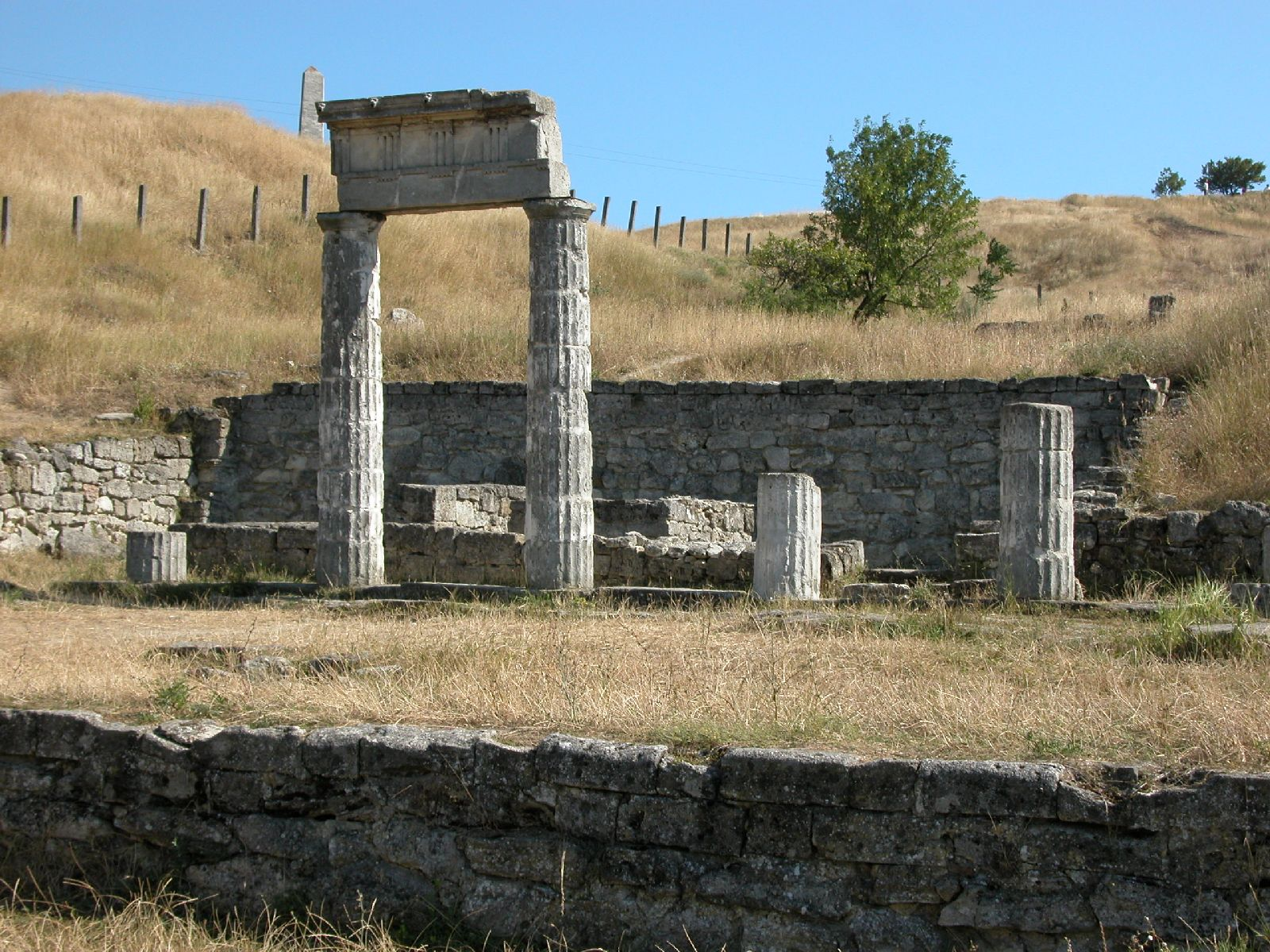
Ruinen der Akropolis von Pantikapaion

An der Stelle der Stadt Kertsch befand sich das antike Pantikapaion, eine griechische Kolonialstadt, die im siebten Jahrhundert v. Chr. von Milet aus gegründet wurde und später der Sitz der Könige des Bosporanischen Reichs war. Sie wurde im vierten Jahrhundert n. Chr. von den Hunnen zerstört. Im sechsten Jahrhundert wurde hier die byzantinische Festung Bosporus errichtet. Die 1891 in der Nähe der Stadt aufgefundene byzantinische Reiterschale zeigt den Kaiser Constantius II. als Triumphator zu Pferde.

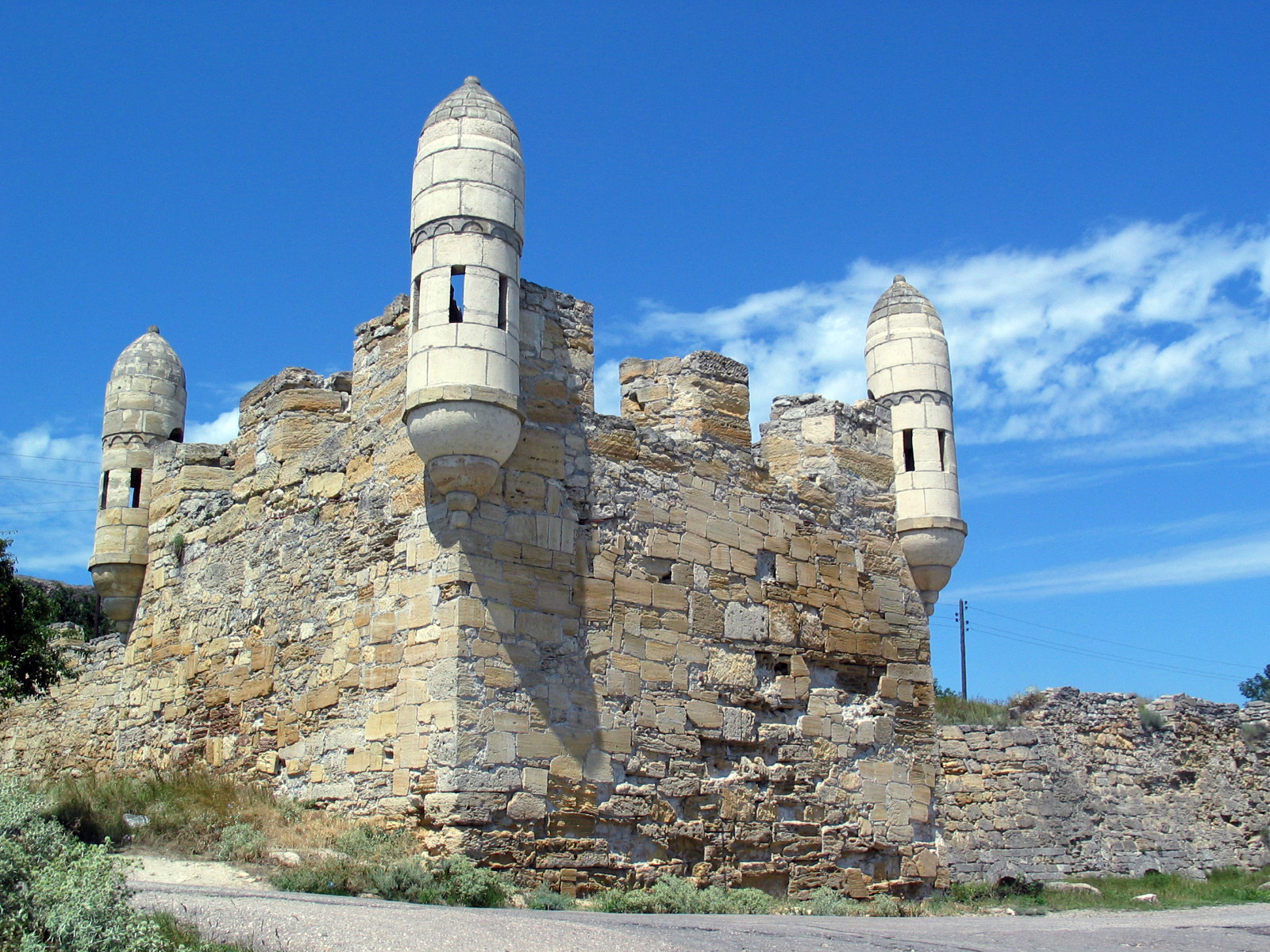
Teil der osmanischen Festungsanlage Jenikale

Nach der Chasaren-Herrschaft im siebten Jahrhundert, in der die Stadt Karscha oder Tscharscha („der Markt“) hieß, kam sie im zehnten Jahrhundert als Kortschew unter die Kontrolle der Kiewer Rus, ab 1239 unter die Tataren-Herrschaft und dann unter die der Goldenen Horde. Zeitweilig herrschte hier die Handelsmacht der Venezianer und Genuesen über die von ihnen Vosporo, Bosporo oder Cerkio genannte Stadt. 1340 bot Toloktomur, der damalige Emir von Solgat (Krim), den Venezianern die Stadt Vosporo mit ihrem Hafen und einem dazugehörigen Gebiet an, sodass sie ebenso vollkommen Herrn darin wären wie die Genuesen in Caffa.
Wann Kertsch an die Genuesen kam, ist nicht bekannt. Die früheste Erwähnung eines genuesischen Konsulats in Kertsch fällt in das Jahr 1456. Im 15. Jahrhundert gehörte Kertsch zum Krim-Khanat, und 1475 kam die Stadt wie die gesamte Krim unter den Einfluss des Osmanischen Reiches. Im Jahr 1774 wurden Kertsch und die Festung Jeni-Kale an das Russische Reich angeschlossen.
1821 erhielt der aus Genua stammende Raffaele Scassi, Geschäftsmann und Freund des Großfürsten Michael Pawlowitsch Romanow, Bruder des Zaren I. Alexander, die Erlaubnis zum Bau des Hafens von Kertsch, die Ernennung zum Gouverneur des Hafens, ein Darlehen von 200.000 Rubel und eine zehnjährige Steuerbefreiung auf importierte und exportierte Waren in und aus dem Kaukasus. Im Dezember 1822 wurde der Hafen eröffnet.
1827 gab es in Kertsch ein Vizekonsulat des Königreichs Sardinien. Mit Dekret vom 4. Oktober 1828 wurde Antonio Felice Garibaldi (1778–1846), der Onkel des italienischen Freiheitskämpfers Giuseppe Garibaldi, Vizekonsul von Kertsch, und 1832 wurde Raffaele Chichizola zum Vizekonsul in Kertsch ernannt. Nach seinem Tod im Jahr 1851 wurde er durch seinen Bruder Pietro ersetzt. Letzterer wurde 1860 auch zum Handelsvertreter des Königreichs beider Sizilien in Kertsch ernannt. 1884 bekam Kertsch ein Vizekonsulat des Königreichs Italien.

Die große Mithridates-Treppe in Kertsch Anfang des 20. Jahrhunderts

1835 gab es in Kertsch ein „Liebhaber-Theater, wo die Damen und dasigen Beamten durch ihr gelungens Spiel dem Publicum eine angenehme Unterhaltung gewähren“, und am 18. Oktober 1835 wurden „die Stadt-Bibliothek und das Casino durch ein Festmahl eröffnet“. In den 1830er Jahren begannen erste planmäßige Ausgrabungen in Kertsch. Der Ort ist namensgebend für den Kertscher Stil, einen charakteristischen Keramik-Stil aus Athen, der besonders in die griechischen Kolonien am Schwarzen Meer exportiert wurde.
Im Krimkrieg wurde Kertsch 1855 durch die Briten zerstört, da es eine wichtige Rolle beim Zugang zum Asowschen Meer spielte, über das die Russen den Nachschub auf die Krim-Halbinsel organisierten.

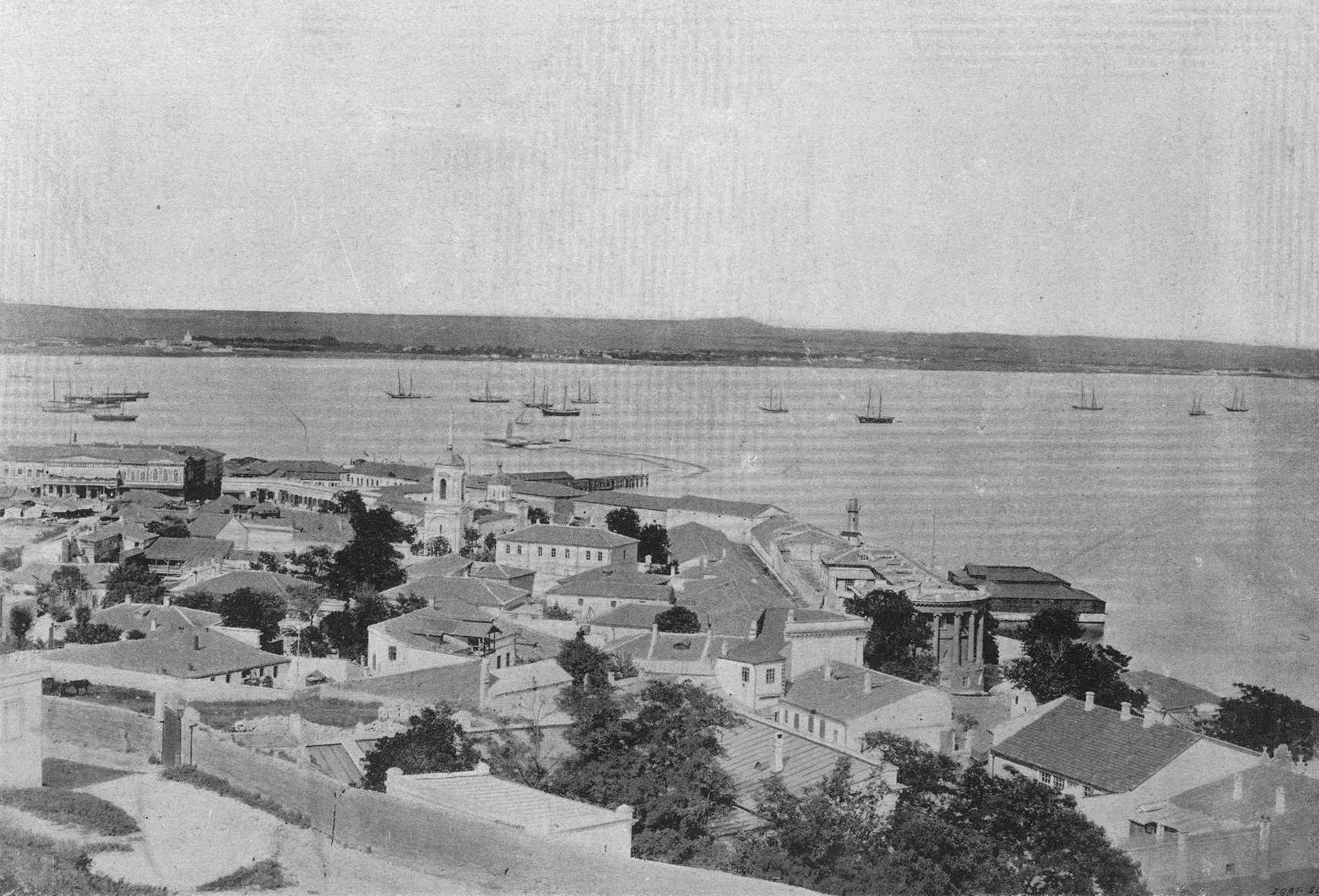
Kertsch um 1902

Im Zweiten Weltkrieg war Kertsch hart umkämpft. Die Stadt wurde erstmals nach hartem Widerstand im November 1941 von der Wehrmacht erobert. Am 27. November meldete die Ortskommandantur in ihrem Tätigkeitsbericht an den Kommandanten des rückwärtigen Armeegebiets 553: „Die Liquidation der Juden wird wegen der gefährdeten Ernährungslage der Stadt beschleunigt durchgeführt werden.“ Am 28. November wies die Ortskommandantur die örtlichen Juden an, sich am 29. November auf dem Heumarkt zu melden. Von dort wurden sie vom Sonderkommando 10b der Einsatzgruppe D ins nahegelegene Dorf Bagerowo transportiert, wo sie in einem Panzergraben erschossen wurden. Etwa 2500 Juden wurden so vom 1. bis 3. Dezember ermordet.
Am 30. Dezember wurde Kertsch durch eine Seelandung der Roten Armee zum sowjetischen Brückenkopf. Im Mai 1942 wurde Kertsch abermals von der Wehrmacht erobert, wobei schätzungsweise 28.000 sowjetische Soldaten getötet und 160.000 gefangen genommen wurden (Unternehmen Trappenjagd). Angehörige der Feldgendarmerie sowie des Sonderkommando 10b spürten überlebende Juden auf, die dann vom SD erschossen wurden.
Rund 10.000 nicht evakuierte sowjetische Soldaten leisteten zusammen mit Teilen der Bevölkerung in einem Bergwerk (heutige Katakomben) bis zu ihrer Vernichtung im Oktober 1942 weiterhin erbitterten Widerstand (Belagerung der Steinbrüche von Adschimuschkai). Am 31. Oktober 1943 scheiterte eine weitere sowjetische Seelandung. Während der deutschen Besetzung wurden 15.000 Einwohner getötet und weitere 14.000 deportiert. Diese Ereignisse wurden auch als Beweise im Nürnberger Prozess verwendet. Die größtenteils zerstörte Stadt wurde von der Roten Armee am 11. April 1944 befreit.
Kertsch erhielt nach dem Krieg nicht den Status einer Heldenstadt und somit keine zentrale Aufbauhilfe. Daher musste die Stadt den Wiederaufbau aus eigenen Mitteln finanzieren. Erst 1973 wurde Kertsch dann doch noch zur Heldenstadt erklärt. Die 1935 eröffnete Straßenbahn Kertsch wurde im Kriegsverlauf 1941 ebenfalls zerstört und nicht wieder aufgebaut. Seit 1971 war die Stadt mit dem Nord-Krim-Kanal verbunden, der die Krim mit Wasser aus dem Dnepr versorgte. Dieser Kanal wurde nach der Annexion der Krim durch Russland durch einen Damm abgetrennt, sodass seit 2014 kein Wasser mehr aus dem Dnepr auf die Krim gelangt. Inzwischen erhält Kertsch Wasser u. a. aus dem Kertschensker Reservoir westlich der Stadt.
Bei einem Amoklauf an einer Schule wurden am 17. Oktober 2018 mindestens 20 Menschen getötet und 40 weitere verletzt. Ein 18-jähriger Schüler soll laut Medienberichten wegen „Hasses auf die Lehrer“ mindestens 19 Menschen erschossen und sich danach selbst getötet haben.

## Italiener in Kertsch
In zwei Auswanderungswellen (1820 und 1870) kamen Fischer, Kaufleute, Kapitäne, Schiffbaufachleute und Bauern aus Ligurien, Kampanien und aus den apulischen Städten Trani, Bisceglie und Molfetta nach Kertsch, denen bald Notare, Ärzte, Ingenieure, Architekten und Künstler folgten.
1922 lebten zirka 2000 Personen italienischer Abstammung in Kertsch. Sie litten unter der Verfolgung in den 1930er Jahren und wurden „zur eigenen Sicherheit“ in drei Deportationsschüben (28./29. Januar 1942, 8./10. Februar 1942, 24. Juni 1944) nach Kasachstan und Sibirien deportiert. Von den rund 2000 Deportierten kehrten etwa 300 in den 1950er und 1960er Jahren nach Kertsch zurück.

## Bevölkerung

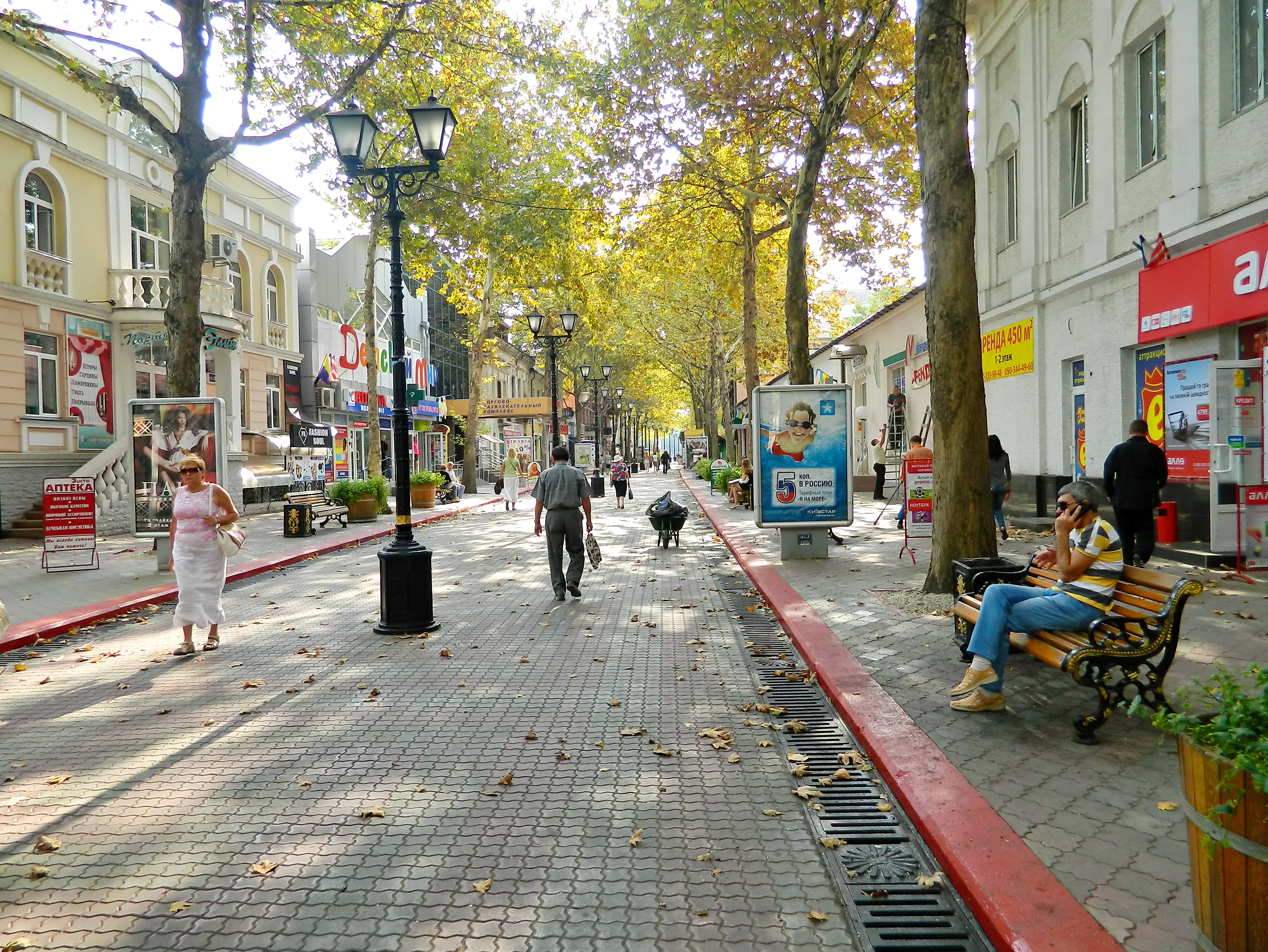
Einkaufsstraße in Kertsch

Zusammensetzung der Bevölkerung laut der Volkszählung 2001:
| Volksgruppe     | Anzahl  | Prozent |
| --------------- | ------- | ------- |
| Russen          | 124.430 | 78,7    |
| Ukrainer        | 024.298 | 15,4    |
| Weißrussen      | 01.795  | 01,1    |
| Krimtataren     | 01.635  | 01,0    |
| Armenier        | 0518    | 00,3    |
| Tataren         | 0383    | 00,2    |
| Juden           | 0322    | 00,2    |
| Moldawier       | 0280    | 00,2    |
| Aserbaidschaner | 0228    | 00,1    |

### Bevölkerungsentwicklung
| Jahr      | 1897   | 1923   | 1926   | 1939    | 1959   | 1970    | 1979    | 1989    | 2001    | 2005    | 2013    |
| --------- | ------ | ------ | ------ | ------- | ------ | ------- | ------- | ------- | ------- | ------- | ------- |
| Einwohner | 33.347 | 25.986 | 34.624 | 104.443 | 98.769 | 127.608 | 156.827 | 174.365 | 157.007 | 152.564 | 144.504 |

Quelle: 1897–1989; 2001–2013

## Sehenswürdigkeiten

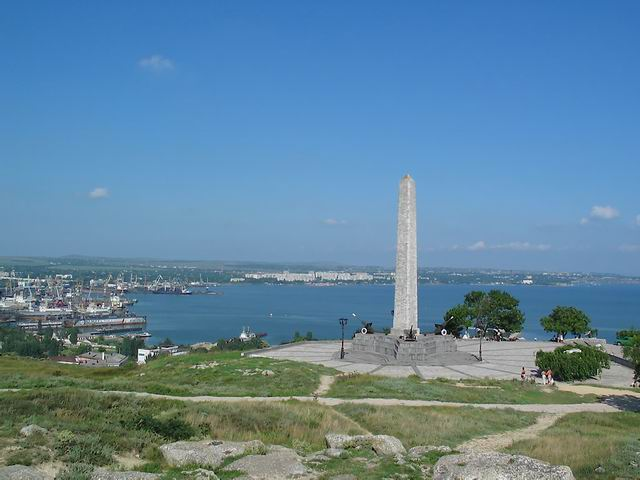
Berg Mitridat

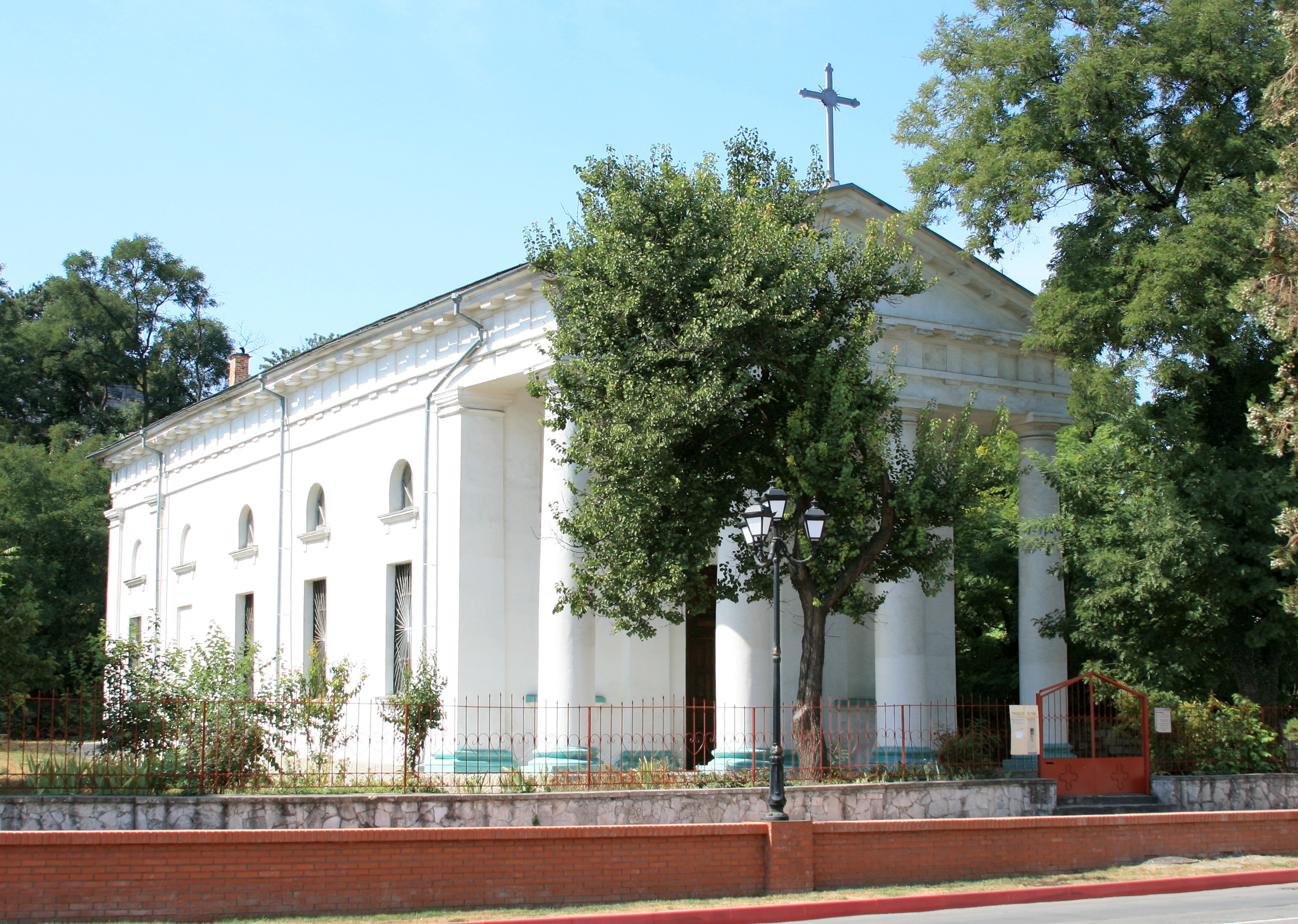
Katholische Kirche Maria Himmelfahrt in Kertsch

- Berg Mitridat mit Ausblick auf die Stadt, die Straße von Kertsch, die Insel Tusla und die russische Halbinsel Taman
- Ruinen der Akropolis von Pantikapaion aus dem 6. Jahrhundert v. Chr. auf dem Berg Mitridat
- Große Mithridates-Treppe mit mehr als 400 Stufen, gebaut 1833–1840 nach einem Projekt des italienischen Architekten Alexander Digby
- St. Johannes Baptist, byzantinisches Kirchengebäude
- Katholische Kirche, erbaut 1830–1840 im klassizistischen Stil mit Toskanischer Säulenordnung nach einem Entwurf des italienischen Architekten Alexander Digby
- Zarenkurgan aus dem 4. Jahrhundert v. Chr.
- Türkische Festungsanlage Jenikale aus dem 17. Jahrhundert
- Katakomben aus dem Zweiten Weltkrieg in einem ehemaligen Bergwerk
- Das archäologische Museum, gegründet 1826, mit der „Goldenen Speisekammer“.
- Das Denkmal gegen Grausamkeit und Gewalt am Bahnhof von Kertsch erinnert an vertriebene Volksgruppen.[13]

## Gliederung
Bis 1988 gliederte sich die Stadt in drei Rajone (Rajon Kirow, Rajon Lenin, Rajon Ordschonikidse), die aus sich den eingemeindeten Orten Arschynzewo (Аршинцево), Adschymuschkaj (Аджимушкай), Herojewske (Геройевське), Hlejky (Глейки), Jenikale (Єнікале), Kamjanka (Кам'янка), Kapkany (Капкани), Mytschuryno (Мичурино), Opasne (Опасне), Pidmajatschnyj (Підмаячній), Rybna (Рибна), Schukowka (Жуковка), Soldatska Slobidka (Солдатська Слобідка), Synjahyno (Синягино), Wojkowa (Войкова), Zementnaja Slobidka (Цементна Слобідка) zusammensetzten. Seit Auflösung der Stadtrajons gibt es nur noch eine zentrale Stadtverwaltung.

## Sport
Kertsch ist die Heimat des Fußballvereins FC Ozean Kertsch, welcher aktuell in der Krim-Liga spielt. Seine Heimspiele trägt die Mannschaft im Stadion des 50. Jahrestages der Oktoberrevolution aus, welches Platz für 10.000 Zuschauer hat.

## Söhne und Töchter der Stadt
- Ippolit Prjanischnikow (1847–1921), russischer Bariton, Regisseur und Gesangspädagoge
- Nicolas Notovitch (1858–nach 1916), russischer Journalist, Herausgeber und Schriftsteller
- Iwan Lypa (1865–1923), ukrainischer Schriftsteller, Arzt und Politiker
- Lukas (Walentin Woino-Jassenezki; 1877–1961), Erzbischof von Simferopol und Krim und Heiliger der Russisch-Orthodoxen Kirche
- Mishel Piastro (1891–1970), US-amerikanischer Geiger und Dirigent
- Jewgenija Rudnewa (1920–1944), sowjetische Bomberpilotin
- Alime Abdenanowa (1924–1944), sowjetische Rotarmistin und Spionin im Zweiten Weltkrieg
- Anatoli Grizenko (* 1958), ukrainisch-russischer Politiker
- Marija Jefrossynina (* 1979), Fernsehmoderatorin
- Alexander Krasnoruzki (* 1987), russischer Tennisspieler
- Marija Schatalowa (* 1989), Hindernisläuferin
- Ihor Kalinin (* 1995), ukrainisch-russischer Fußballspieler
- Walerija Strachowa (* 1995), Tennisspielerin

## Städtepartnerschaften
- Mahiljou, Belarus, seit 1998
- Smolensk, Russland, seit 1998
- Çanakkale, Türkei, seit 1999
- Orjol, Russland, seit 2004
- Odinzowo, Russland, seit 2004
- Sotschi, Russland, seit 2005
- Sewastopol, Ukraine, seit 2009
- Temrjuk, Russland, seit 2012
- Tula, Russland, seit 2014

## Sonstiges
Der am 12. Juni 1972 entdeckte Asteroid des äußeren Hauptgürtels (2216) Kerch wurde nach der Stadt benannt.